# Триалюминийнептуний
Триалюминийнептуний — бинарное неорганическое соединение, интерметаллид
нептуния и алюминия
с формулой Al3Np,
кристаллы.

## Получение
- Восстановление фторида нептуния(IV) алюминием:

{\displaystyle {\mathsf {NpF_{4}+7Al\ {\xrightarrow {900^{o}C}}\ Al_{3}Np+4AlF}}}

## Физические свойства
Триалюминийнептуний образует кристаллы
кубической сингонии,
пространственная группа P m3m,
параметры ячейки a = 0,4262 нм, Z = 1,
структура типа тримедьзолото AuCu3 .
Соединение образуется по перитектической реакции при температуре 1265°С.

## Химические свойства
- Разлагается при нагревании:

{\displaystyle {\mathsf {Al_{3}Np\ {\xrightarrow {>1265^{o}C}}\ Al_{2}Np+Al}}}